# Fanny Blankers-Koen
Francina Elsje Koen conocida como Fanny Blankers-Koen (Baarn, 26 de abril de 1918-Hoofddorp, 25 de enero de 2004) fue una atleta neerlandesa. En los Juegos Olímpicos de Londres de 1948 logró subir al podio en los 100 y 200 metros planos, los 80 metros con vallas y en el relevo 4x100 metros. Tenía 30 años y fue la primera mujer madre y con tres meses de embarazo medallista en unas olimpiadas. Está considerada como una fuente de inspiración para varias generaciones de mujeres atletas. En 2012 fue nombrada la atleta más importante y famosa del siglo XX.

## Biografía
Su primer deporte fue la natación y solo se inclinó por el atletismo a los diecisiete años. Un año después, su entrenador, Jan Blankers, la animó a entrar en el equipo olímpico neerlandés; participó en los Juegos Olímpicos de Berlín 1936, donde obtuvo dos quintos puestos, en altura y 4 x 100. En 1938 se llevó la medalla de bronce en los 100 metros en los Campeonatos de Europa de atletismo. Los Juegos Olímpicos de 1940 y 1944 fueron cancelados debido a la II Guerra Mundial. En 1946, pocas semanas después de dar a luz a su primer hijo, ganó el oro europeo en los 80 metros vallas.
En los Juegos Olímpicos de Londres 1948, ganó cuatro medallas de oro: en los 100 y 200 metros, 80 metros vallas y con el relevo de 4 x 100 metros.
Durante su vida deportiva batió veinte récords mundiales en carreras de velocidad y de vallas, en salto de altura y de longitud y en pentatlón.

### Madre olímpica y medallista
Fue la primera mujer que ganó cuatro medallas de oro en unas Olimpiadas (Londres 1948) a los 30 años siendo madre de dos hijos y con tres meses de embarazo.
"Recibí muchas cartas malas, con gente escribiendo que debería quedarme en casa con mis hijos y que no se debería permitirme correr en la pista con, ¿cómo lo diría?, pantalones cortos", recordó Blankers-Koen, en una entrevista con el New York Times en 1982. También "Un periodista escribió que era demasiado vieja para correr y que debería quedarme en casa para cuidar a mis hijos".
Siguió en activo y participó en los Juegos Olímpicos de Helsinki en 1952 retirándose a los 37 años.
Entre sus frases más reconocidas: «Todo esto, por correr unos pocos metros» (al recibir una bicicleta por ganar cuatro medallas de oro en los Juegos Olímpicos de Londres 1948).

## Reconocimientos póstumos
Con motivo de los 100 años de su nacimiento el 26 de abril de 2018 Google le rindió homenaje como referente en la lucha contra los prejuicios de sexo y edad en el deporte.